# Масерија Фјоренца (Беневенто)
Масерија Фјоренца је насеље у Италији у округу Беневенто, региону Кампанија.
Према процени из 2011. у насељу је живело 23 становника. Насеље се налази на надморској висини од 701 м.